# Tarzan Escapes
Tarzan Escapes (br A Fuga de Tarzan) é um filme estadunidense de 1936, dirigido por Richard Thorpe, John Farrow, James C. McKay, George B. Seitz e William A. Wellman, inspirado na série literária Tarzan de Edgar Rice Burroughs. Foi o terceiro filme da série realizada pela MGM, com Johnny Weissmuller no papel do “Rei dos Macacos”.

## Sinopse
Dois primos de Jane, Eric e Rita, chegam à África para lhe contar sobre a fortuna que ela deixou para trás, tentando convencê-la a retornar com eles. Eles são conduzidos até a casa de Tarzan por um caçador, o Capitão Fry (John Buckler). Jane convence Tarzan a deixá-la partir com eles, por algum tempo, mas o Capitão Fry, secretamente, tem planos de capturá-lo e levá-lo à exibição pública. A traição de Fry inclui uma aliança com uma tribo hostil para ajudá-lo com comida e canoas, em troca de Tarzan, mas seu plano fracassa quando os nativos capturam e aprisionam a todos. Com a ajuda dos elefantes e de Cheetah, Tarzan os salva através de uma passagem na caverna, cercada de areia movediça e, quando estão em segurança, Tarzan força Fry a voltar pelo mesmo caminho para punir sua deslealdade. Quando Fry começa a voltar, reage contra Tarzan com um galho de árvore, mas cai denro de um poço de areia movediça e é sugado. Rita e Eric dizem à Jane que não é necessário voltar com eles, pois ela pertence a Tarzan. O filme termina com Tarzan a Jane retornando para sua casa na árvore.

## Elenco
- Johnny Weissmuller ... Tarzan
- Maureen O'Sullivan ... Jane Parker
- John Buckler ... Capitão Fry
- Benita Hume ... Rita
- William Henry ... Eric
- Herbert Mundin ... Rawlins
- E.E. Clive ... Masters
- Darby Jones ... Bomba
- Everett Brown ... Chefe nativo hostil (não-creditado)
- Johnny Eck ... Gooney-Bird (não-creditado)